# Estlands konstmuseum
Estlands konstmuseum (estniska: Eesti Kunstimuuseum) är en statlig organisation i Estland, ursprungligen grundad 1919 för att förvalta de statliga konstsamlingarna på Kadriorgs slott. Organisationen driver flera av de statliga konstmuseerna i Tallinn och har sitt administrativa huvudkontor i Kumus byggnad i stadsdelen Kadriorg.

## Statliga konstmuseer i Tallinn

### IKadriorgparken
- Kumu, konstmuseets huvudbyggnad, visar estländsk konst från 1700-talet till samtiden.
- Kadriorgs slott inhyser de största statliga samlingarna av rysk och västeuropeisk konst från 1500-talet till 1900-talet.
- Mikkelmuseet inhyser Johannes Mikkels samlingar av historisk västeuropeisk konst och keramik samt kinesiskt porslin.

### IGamla staden

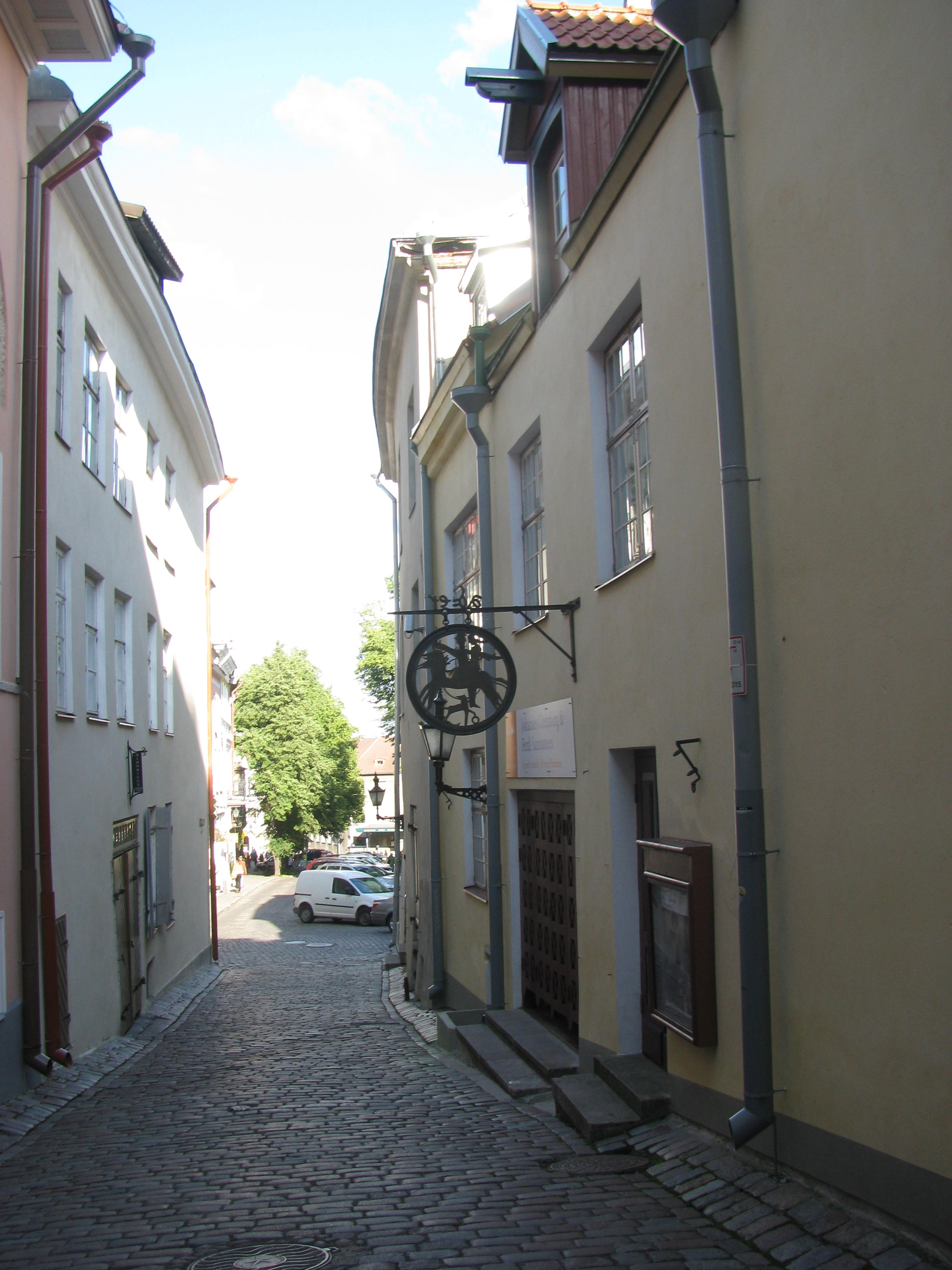
Adamson-Eric-huset i Gamla staden

- Den medeltida Nikolaikyrkan är idag museum och visar historisk kyrkokonst under sju sekler.
- Adamson-Eric-huset ligger på Lühike jalg och är ett konstnärsmuseum ägnat åt konstnären Adamson-Erics verk.